# Biểu tình trụ sở Fuji TV 2011
Biểu tình trụ sở Fuji TV 2011 (フジテレビ抗議デモ Fujiterebi kōgi demo) bắt đầu từ ngày 7 tháng 8 năm 2011. Hàng ngàn người dân Nhật Bản tại thủ đô Tokyo đã tập trung biểu tình trước trụ sở Fuji TV phản đối việc nhà đài phát sóng quá nhiều chương trình của K-pop.

## Bối cảnh
Vào tháng 7 năm 2011, nam diễn viên Sousuke Takaoka đã chỉ trích trên Twitter rằng chương trình của Fuji TV đang dành quá nhiều thời gian cho K-pop và phóng đại mức độ phổ biến của làn sóng Hàn Quốc. Anh mong muốn đài Fuji TV hạn chế bớt các chương trình của Hàn Quốc, mà thay vào đó là phát sóng các chương trình về Nhật Bản. Ngay sau đó, Sousuke Takaoka đã bị đuổi việc với lời phát ngôn trên. Vụ việc khiến dư luận Nhật Bản phẫn nộ.
Theo J-CAST News, một số người đã kêu gọi biểu tình thông qua điện thoại và tẩy chay các nhà tài trợ. Nhưng diễn viên Takaoka không khuyến nghị tẩy chay. Đồng thời anh cũng khẳng định rằng:
Tôi không tán thành việc đe dọa hoặc bất cứ điều gì tương tự. Nếu bạn có ý kiến, tại sao bạn không gửi yêu cầu của riêng mình? Tôi nghĩ rằng bên kia sẽ chỉ bực bội, vì vậy tôi nghĩ rằng mỗi người nên tiếp thu kiến thức và rút ra câu trả lời xuất phát từ cảm xúc trung thực của họ, và hành động như thể họ phản đối hoặc ủng hộ. Bạn có thể làm những gì bạn muốn. Tôi sẽ cố gắng hết sức trong khả năng của mình. Tôi cần phải học hỏi nhiều.
Làn sóng Hàn Quốc đã càn quét màn ảnh nhỏ Nhật Bản kể từ sau thành công của loạt phim Bản tình ca mùa đông năm 2004, bộ phim đã trở thành một đối tượng sùng bái ở Nhật Bản và địa điểm quay phim ở Hàn Quốc là chủ đề của những cuộc hành hương của nhiều người hâm mộ nam diễn viên chính Bae Yong-joon, biệt danh trong Quần đảo Yon-sama.
Mỗi tuần, Fuji TV thường phát sóng những chương trình giải trí của Hàn Quốc liên tục 3 giờ trong 5 liên tiếp.

## Diễn biến
Vào ngày 7 tháng 8 năm 2011, hơn 2.000 người biểu tình đã tập hợp trước trụ sở của Fuji TV ở Odaiba, Tokyo để biểu tình chống lại những gì họ cho là việc sử dụng tiếng Hàn, thao túng thông tin và đối xử xúc phạm người Nhật. Những người đã gọi Fuji TV là mạng lưới của kẻ phản bội nước nhà.
Nhiều người đã vẵy quốc kỳ Nhật Bản biểu tình phản đối, cáo buộc phát sóng quá nhiều chương trình của Hàn Quốc, gây bất lợi cho các chương trình địa phương. Các thành viên diễu hành mang lá cờ đế quốc và hát bài quốc ca Nhật Bản (Kimigayo).